# تورستن أندرسون
تورستن أندرسون (بالسويدية: Torsten Andersson)‏ هو سياسي سويدي، ولد في 9 ديسمبر 1909، وتوفي في 11 مارس 1978. حزبياً، نشط في حزب الوسط السويدي. وقد انتخب عضو البرلمان السويدي ‏.